# Brechen (Faserpflanzen)

Schematische Darstellung des Verarbeitungsvorgangs bei Flachsfasern mit Brechen als erstem Schritt

Das Brechen von Pflanzenfasern ist der zentrale Aufbereitungsschritt bei der Gewinnung von Bastfasern aus den Stängeln einjähriger Faserpflanzen wie Lein, Hanf oder auch Jute im mechanischen Verfahren. Durch das Brechen werden die Epidermisschichten und die verholzten Kerne aufgebrochen und zerkleinert. Das Brechen dient mit den nachfolgenden Schritten wie dem Hecheln dazu, die Fasern mechanisch von Lignin und von anderen Pflanzenresten zu befreien.

## Verfahren

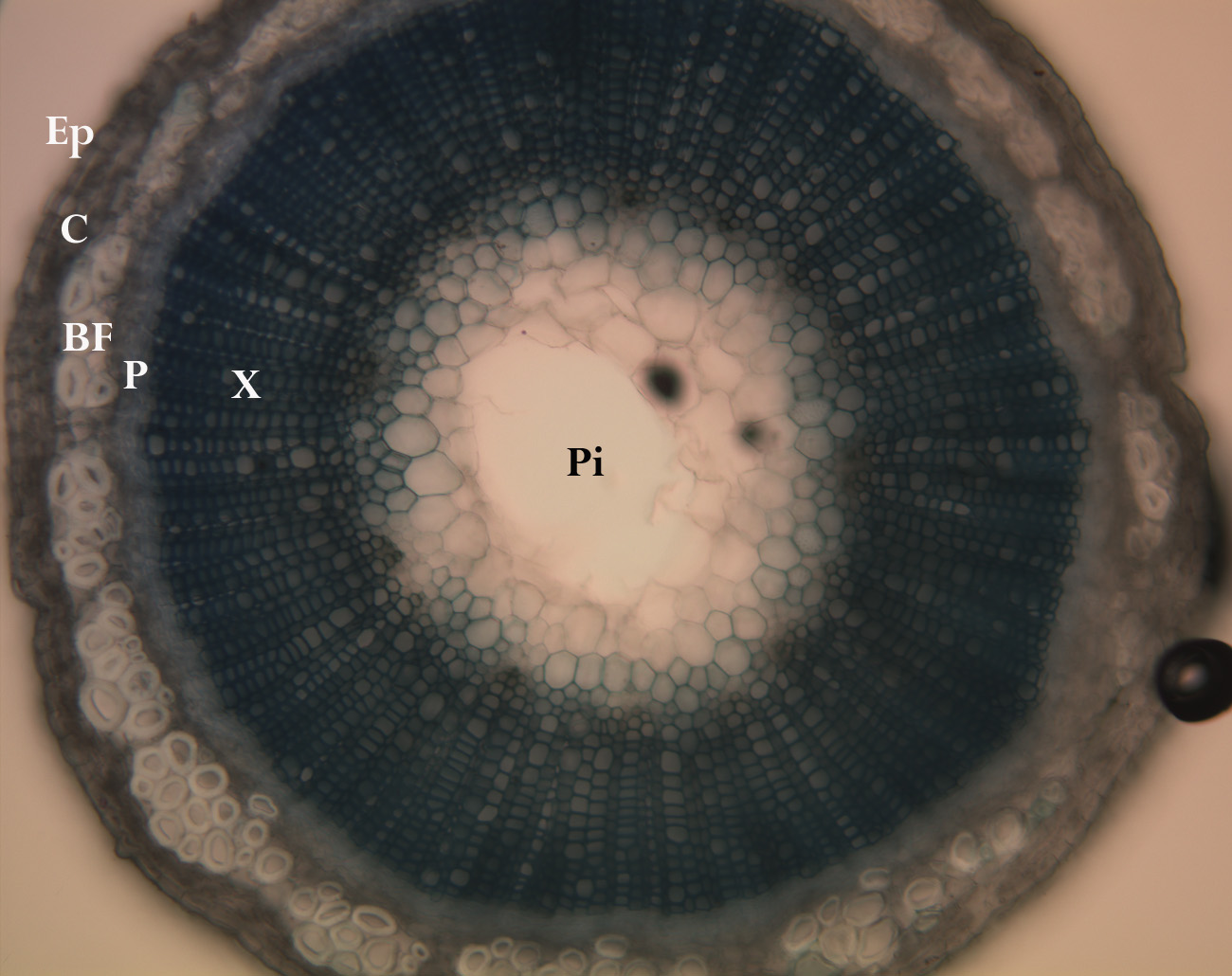
Mikroskopischer Querschnitt durch einen Lein-Stängel, der einen Überblick über die Lage der Gewebe gibt. Ep = Epidermis; C = Cortex; BF = Bastfasern; P = Phloem; X = Xylem; Pi = Mark

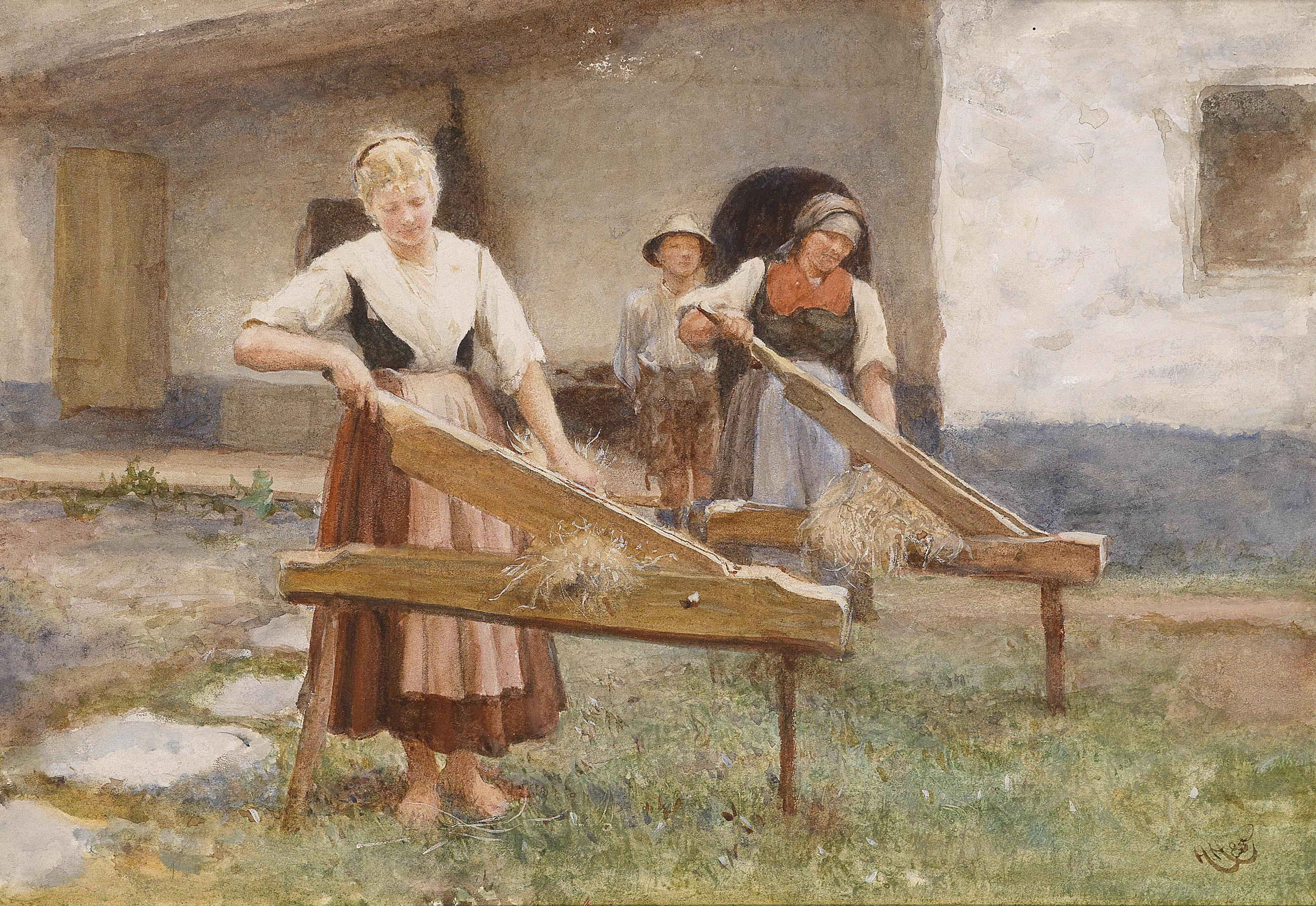
Hubert von Herkomer: Bäuerinnen beim Flachsbrechen. 1885

Mehrere Frauen brechen Flachs in Schweden, frühes 20. Jahrhundert.

Flachsbreche im Wappen von Stamsried

Stängel von Flachs und anderen Faserpflanzen sind in der Regel so aufgebaut, dass ein hohler Holzkern (Xylem) von Fasersträngen des Bastgewebes umgeben ist. Um die Fasern nutzen zu können, muss daher das Holz zuerst zerkleinert (Brechen) und gelockert und dann entfernt (Hecheln) werden. Das Brechen zielt nicht darauf, die Pflanzenstängel durchzubrechen, da dabei die Fasern gebrochen würden; vielmehr geht es darum, den Pflanzenstängel anzubrechen bzw. zu quetschen. Dies geschieht, indem die Stängel mit einem größeren Gewicht belastet werden. In den modernen Brechverfahren werden die Stängel mit Hilfe von Walzen bearbeitet. Das Brechen erfolgt dabei maschinell mit einem System übereinander angeordneter Walzenpaare, die mit Zähnen besetzt sind. Die elastischen Cellulosefasern werden bei diesen mechanischen Prozessen nicht beschädigt, wenn diese gleichmäßig verlaufen und das Verfahren adäquat auf das Brechgut eingestellt ist.

### Begleitende Verfahrensschritte
Dem Brechen voran gehen unter Umständen Verfahrensschritte wie die fermentative Behandlung der Stängel (Rotte) und – teilweise damit kombiniert – eine Wärmebehandlung durch Rösten. Auf diese Weise werden die Pektine, die die Fasern im Stängel zusammenhalten, aufgelöst. Im Anschluss an das Brechen werden die Nichtfaseranteile in Schwingturbinen abgetrennt (Ausschwingen). Beim Hecheln werden dann die rohen Faserbündel in feinste Fasern aufgespalten und diese gesäubert. Dazu werden die kürzeren Fasern in Apparaten, die Kardiermaschinen ähneln, ausgekämmt. Ein weiteres Ergebnis des Hechelns ist eine parallele Anordnung der Fasern, wie sie für das Spinnen notwendig ist.

### Nebenprozesse
Je nach Pflanzenart ist der Anfall von Holz beträchtlich. So fällt bei der Flachsbreche 60 % Holz in Form von Schäben an, was eine Verwertung als Rohstoff nahelegt. Wegen der geringen Transportwürdigkeit der Schäben bietet sich unter Umständen sogar die räumliche Koppelung mit die Schäben verwertenden Produktionsverfahren an.

### Alternative Verfahren
Als Alternativen zum mechanischen Aufschluss der Stängelfasern sind chemische Verfahren (z. B. Tensidaufschluss) und energetische Verfahren (wie der Dampfdruckaufschluss) bekannt.

### Historische Verfahren
Früher wurden die hölzernen Stängel mechanisch gebrochen, ursprünglich mit der Hand oder einem einfachen Werkzeug, der Breche. Der Deckel der Breche wurde auf- und niederbewegt, während die Leinstängel von den Wurzelenden zu den Spitzen immer weiter aus der Breche hervorgezogen werden. Die hölzernen Stängelteile fallen dabei zu Boden, die Fasern verbleiben in einem Büschel. Dabei wurde die Faser aber stark beschädigt und die Ausbeute an spinnbarer Faser verringert. Bereits um 1880 wurden zum Flachsbrechen Brech- oder Knickmaschinen eingesetzt, bei denen der Stängel zwischen verschieden tief und stark gekerbten hölzernen oder eisernen Walzen hindurchgeschoben wurden.
Da sich beim Brechen nicht alle hölzernen Stängelteile von den Fasern lösen, war historisch das Schwingen der Fasern der nächste Arbeitsschritt. Dazu legte man die gebrochenen Stängel so auf einen Schwingstock, dass die eine Hälfte der Faserlänge herunterhing, und schlug senkrecht dazu mit der sogenannten Schwinge, wodurch Stängelteile und kürzere, unbrauchbare Fasern aus den Büscheln herausgestreift werden.

## Ausbeute
Beim Flachs entfallen nach Angaben der CMA neun Prozent des Erntegewichts auf die sogenannten Langfasern und sieben Prozent auf das Schwungwerg, also auf Kurzfasern. Der jeweilige Anteil von gewonnenen Lang- und Kurzfasern ist allerdings stark abhängig einerseits von der Qualität des verarbeiteten Flachsstrohs sowie andererseits vom technischen Stand der Aufbereitungsverfahren. Ein Verhältnis von 2/3 Langfasern und 1/3 Schwungwerg kann nach Arnim von Gleich mit modernen Verfahrenskombinationen erreicht werden.